# سیدی امبارک (الجزایر)
سیدی امبارک (الجزایر) (به عربی: سيدي امبارك) یک شهرداری در الجزایر است که در استان برج بوعریریج واقع شده‌است. سیدی امبارک ۱۰٬۲۸۱ نفر جمعیت دارد.